# فوقس متجذر
فوقس متجذر (الاسم العلمي: Fucus radicans) هو نوع من الطلائعيات يتبع جنس الفوقس من الفصيلة الفوقسية.	    